# TT Pro League
Desde 1906, um total de 23 clubes foram coroados campeões de futebol de Trinidad e Tobago . Dos 21 clubes distintos para competiram no TT Premier Football League desde a sua criação, cinco já ganhou o título: W Connection (5 títulos), San Juan Jabloteh (4), Força de Defesa (3), Joe Public (2), e North East Stars (1). Os atuais campeões são W Connection , que conquistou seu quinto título Pro League na 2013-14 temporada.
Antes da década de 1990 o profissionalismo em Trinidad e Tobago futebol era inexistente. Nas décadas de 1970 e de 1980, a Liga Nacional , composto principalmente por amadores jogadores, serviu como o mais alto nível no sistema de campeonato de futebol de Trinidad e Tobago . No entanto, foi durante este período de Trinidad e Tobago experimentou uma ascensão em apoio para o futebol após um aumento no sucesso internacional, tanto do clube e da selecção nacional níveis, 1996 a liga se torna semi-profissional e  em 1999 modificada para profissional e com o nome de TT Premier Football League é dado ao principal campeonato de futebol.

## Campeões
| Ano                                       | Campeões                                    | Vice-Campeão                                | 3º Colocado                                 | Artilheiro                                  | Artilheiro                                  |
| Ano                                       | Campeões                                    | Vice-Campeão                                | 3º Colocado                                 | Artilheiro(s)                               | Gols                                        |
| ----------------------------------------- | ------------------------------------------- | ------------------------------------------- | ------------------------------------------- | ------------------------------------------- | ------------------------------------------- |
| Port of Spain Football League (1908–1973) |                                             |                                             |                                             |                                             |                                             |
| 1908                                      | Clydesdale                                  | Casuals                                     | Local Forces                                | Javon Sample (Casuals)                      | 12                                          |
| 1909                                      | Casuals                                     | Shamrock                                    | Local Forces                                | Mikey Cipriani (Shamrock)                   | 15                                          |
| 1910                                      | Shamrock                                    | Casuals                                     | Clydesdale                                  | Sherwyn Williams (Shamrock)                 | 16                                          |
| 1911                                      | Shamrock]]                                  | Casuals                                     | Local Forces                                | Liam Roberts (Shamrock)                     | 21                                          |
| 1912                                      | Casuals                                     | Runcorn                                     | Stafford Rangers                            | Sherwyn Williams (Shamrock)                 | 14                                          |
| 1913                                      | Casuals                                     | Clydesdale                                  | Shamrock                                    | Jack Rose (Shamrock)                        | 22                                          |
| 1914                                      | Clydesdale                                  | Shamrock                                    | Casuals                                     | Dominic Rogerson (Casuals)                  | 17                                          |
| 1915                                      | Clydesdale                                  | Shamrock                                    | Casuals                                     | Mat Sadler (Clydesdale)                     | 23                                          |
| 1916–18                                   | League suspended due to the First World War | League suspended due to the First World War | League suspended due to the First World War | League suspended due to the First World War | League suspended due to the First World War |
| 1919                                      | Queen's Park                                | Shamrock                                    | Ann's Rangers                               | James Clarke (Queen's Park)                 | 19                                          |
| 1920                                      | Royal Sussex                                | Stafford Rangers                            | Kingstonian                                 | Dan Scarr (Kingstonian)                     | 22                                          |
| 1921                                      | Casuals                                     | Scarborough                                 | Shamrock                                    | Tom Leak (Ann's Rangers)                    | 17                                          |
| 1922                                      | Shamrock]]                                  | Scarborough                                 | Nantwich                                    | Terrel Roberts (Shamrock)                   | 21                                          |
| 1923                                      | Shamrock                                    | Nantwich                                    | Kingstonian                                 | Terrel Roberts (Shamrock)                   | 19                                          |
| 1924                                      | Shamrock]]                                  | Ann's Rangers                               | Stafford Rangers                            | Cameron Norman (Ann's Rangers)              | 23                                          |
| 1925                                      | Shamrock]]                                  | Kingstonian                                 | Stafford Rangers                            | Liam Kinsella (Stafford Rangers)            | 18                                          |
| 1926                                      | Sporting Club                               | Shamrock                                    | North Ferriby United                        | Terrel Roberts (Shamrock)                   | 20                                          |
| 1927                                      | Maple Club                                  | Nantwich                                    | St. Ann's Rangers                           | Darrell Clarke (Maple Club)                 | 17                                          |
| 1928                                      | Maple Club                                  | Marabella                                   | Runcorn                                     | Desconhecido                                | 17                                          |
| 1929                                      | Casuals                                     | Nantwich                                    | Shamrock                                    | Darrell Clarke (Maple Club)                 | 17                                          |
| 1930                                      | Everton                                     | Nantwich                                    | St. Ann's Rangers                           | Jack Nolan (Everton)                        | 16                                          |
| 1931                                      | Everton                                     | Maple Club                                  | Shamrock                                    | Kieron Morris (Everton)                     | 16                                          |
| 1932                                      | Everton                                     | Shamrock                                    | Maple Club                                  | Jordan Cook (Everton)                       | 21                                          |
| 1933                                      | Queen's Royal College                       | Kingstonian                                 | North Ferriby United                        | Darrell Clarke (Maple Club)                 | 15                                          |
| 1934                                      | Casuals                                     | North Ferriby United                        | Ann's Rangers                               | Stuart Sinclair (Ann's Rangers)             | 19                                          |
| 1935                                      | Casuals                                     | Stafford Rangers                            | Maple Club                                  | Jack Nolan (Everton)                        | 13                                          |
| 1936                                      | Sporting Club                               | Ann's Rangers                               | North Ferriby United                        | Stuart Sinclair (Ann's Rangers)             | 22                                          |
| 1937                                      | Sporting Club                               | Ann's Rangers                               | Port of Spain                               | Alfie Bates (Everton)                       | 18                                          |
| 1938                                      | Casuals                                     | Sporting Club                               | Nantwich                                    | Jack Kiersey (Casuals)                      | 21                                          |
| 1939                                      | Notre Dame                                  | Maple Club                                  | Stamford                                    | Caolan Lavery (Notre Dame)                  | 27                                          |
| 1940                                      | Casuals                                     | Nantwich                                    | Kingstonian                                 | Josh Gordon (Casuals)                       | 21                                          |
| 1941                                      | Casuals                                     | Shamrock                                    | Port of Spain                               | Wes McDonald (Nantwich)                     | 21                                          |
| 1942                                      | Colts                                       | Stamford                                    | Nantwich                                    | Wes McDonald (Nantwich)                     | 24                                          |
| 1943                                      | Fleet Air Arm                               | Maple Club                                  | Shamrock                                    | Desconhecido                                |                                             |
| 1944                                      | Shamrock]]                                  | Maple Club                                  | Ann's Rangers                               | Desconhecido                                |                                             |
| 1945                                      | Colts                                       | Port of Spain                               | Shamrock                                    | Desconhecido                                |                                             |
| 1946                                      | Notre Dame                                  | Sporting Club                               | Shamrock                                    | Desconhecido                                |                                             |
| 1947                                      | Colts                                       | Malvern United                              | Sporting Club                               | Desconhecido                                |                                             |
| 1948                                      | Malvern United                              | Notre Dame                                  | Sporting Club                               | Desconhecido                                |                                             |
| 1949                                      | Malvern United                              | Maple Club                                  | Colts                                       | Desconhecido                                |                                             |
| 1950                                      | Maple Club                                  | Malvern United                              | Notre Dame                                  | Desconhecido                                |                                             |
| 1951                                      | Maple Club                                  | Notre Dame                                  | Colts                                       | Desconhecido                                |                                             |
| 1952                                      | Maple Club                                  | Malvern United                              | Colts                                       | Desconhecido                                |                                             |
| 1953                                      | Maple Club                                  | Sporting Club                               | Malvern United                              | Desconhecido                                |                                             |
| 1954                                      | Sporting Club                               | Maple Club                                  | Colts                                       | Desconhecido                                |                                             |
| 1955                                      | Sporting Club                               | Malvern United                              | Maple Club                                  | Desconhecido                                |                                             |
| 1956                                      | Notre Dame                                  | Providence                                  | Maple Club                                  | Desconhecido                                |                                             |
| 1957                                      | Colts                                       | Maple Club                                  | Shamrock                                    | Desconhecido                                |                                             |
| 1958                                      | [[Shamrock F.C.\|Shamrock                   | Malvern United                              | Casuals                                     | Desconhecido                                |                                             |
| 1959                                      | [[Shamrock F.C.\|Shamrock                   | Malvern United                              | Maple Club                                  | Desconhecido                                |                                             |
| 1960                                      | Maple Club                                  | Malvern United                              | Sporting Club                               | Desconhecido                                |                                             |
| 1961                                      | Maple Club                                  | Malvern United                              | Dynamos                                     | Desconhecido                                |                                             |
| 1962                                      | Maple Club                                  | Shamrock                                    | Malvern United                              | Desconhecido                                |                                             |
| 1963                                      | Maple Club                                  | Regiment                                    | Colts                                       | Desconhecido                                |                                             |
| 1964                                      | Paragon                                     | Maple Club                                  | Sporting Club                               | Desconhecido                                |                                             |
| 1965                                      | Regiment                                    | Shamrock                                    | Malvern United                              | Desconhecido                                |                                             |
| 1966                                      | Regiment                                    | Maple Club                                  | Paragon                                     | Desconhecido                                |                                             |
| 1967                                      | Maple Club                                  | Regiment                                    | Malvern United                              | Desconhecido                                |                                             |
| 1968                                      | Maple Club                                  | Paragon                                     | Malvern United                              | Desconhecido                                |                                             |
| 1969                                      | Maple Club                                  | Malvern United                              | Regiment                                    | Desconhecido                                |                                             |
| 1970                                      | Regiment                                    | Police                                      | Malvern United                              | Desconhecido                                |                                             |
| 1971                                      | Season not finished                         | Season not finished                         | Season not finished                         | Season not finished                         | Season not finished                         |
| 1972                                      | Defence Force                               | Malvern United                              | Paragon                                     | Desconhecido                                |                                             |
| 1973                                      | Defence Force                               | Maple Club                                  | Police                                      | Desconhecido                                |                                             |
| National League (1974–1995)               |                                             |                                             |                                             |                                             |                                             |
| 1974                                      | Defence Force                               | Maple Club                                  | Point Fortin Civic                          | Desconhecido                                |                                             |
| 1975                                      | Defence Force                               | Malvern United                              | Police                                      | Ron La Forest (Defence Force)               | 14                                          |
| 1976                                      | Defence Force                               | CCI Falcons                                 | Malvern United                              | Ron La Forest (Defence Force)               | 20                                          |
| 1977                                      | Defence Force                               | Malvern United                              | Caroni United                               | Ron La Forest (Defence Force)               | 17                                          |
| 1978                                      | Defence Force                               | Tesero Palo Seco Sports Club                | Malvern United                              | Desconhecido                                |                                             |
| 1979                                      | Police                                      | Defence Force                               | CCI Falcons                                 | Desconhecido                                |                                             |
| 1980                                      | Defence Force                               | ASL Sports Club                             | Police                                      | Desconhecido                                |                                             |
| 1981                                      | Defence Force                               | Tesoro Palo Seco                            | KFC Memphis United                          | Desconhecido                                |                                             |
| 1982                                      | ASL Sports Club                             | San Fernando Strikers                       | Malta Caribs                                | Maurice Ford (Defence Force)                | 22                                          |
| 1983                                      | ASL Sports Club                             | KFC Memphis United                          | Malvern United                              | Dejon Waldropt (Caroni United)              | 19                                          |
| 1984                                      | Defence Force                               | ECM Motown United                           | Tacarigua United                            | Shaquille Thomas (ECM Motown United)        | 25                                          |
| 1985                                      | Defence Force                               | Police                                      | Malvern United                              | Jerrell Hibbert (Malvern United)            | 26                                          |
| 1986                                      | Police                                      | Defence Force                               | La Brea Angels                              | Philbert Jones (Police)                     | 18                                          |
| 1987                                      | Defence Force                               | La Brea Angels                              | Police                                      | Austin Hernandez (Tacarigua United)         | 21                                          |
| 1988                                      | Police                                      | Defence Force                               | La Brea Angels                              | Philbert Jones (Police)                     | 21                                          |
| 1989                                      | Defence Force                               | Police                                      | Police                                      | Ronell Paul (Defence Force)                 | 19                                          |
| 1990                                      | Defence Force                               | Police                                      | Police                                      | Miles Goodman (Police)                      | 21                                          |
| 1991                                      | Police                                      | Defence Force                               | ECM Motown United                           | Jayson Joseph (Defence Force)               | 29                                          |
| 1992                                      | Defence Force                               | ECM Motown United                           | Trintopec                                   | Darnell Hospidales (Defence Force)          | 16                                          |
| 1993                                      | Defence Force                               | United Petrotrin                            | Trinity Falcons                             | Darnell Hospidales (Defence Force)          | 16                                          |
| 1994                                      | Police                                      | Defence Force                               | Superstar Rangers                           | Darnell Hospidales (Defence Force)          | 29                                          |
| 1995                                      | Defence Force                               | Police                                      | Point Fortin Civic                          | Ishmael Salaam (Police)                     | 14                                          |
| Semi-Professional League (1996–1998)      |                                             |                                             |                                             |                                             |                                             |
| 1996                                      | Defence Force                               | Harrogate Town                              | Kingstonian                                 | Arnold Dwarika (St. Ann's Rangers)          | 15                                          |
| 1997                                      | Defence Force                               | Joe Public                                  | Caledonia                                   | Gary Glasgow (Defence Force)                | 26                                          |
| 1998-99                                   | Joe Public                                  | Caledonia                                   | Queen's                                     | Arnold Dwarika (Joe Public)                 | 19                                          |
| TT Pro League (1999–present)              |                                             |                                             |                                             |                                             |                                             |
| 1999-2000                                 | Defence Force                               | Joe Public                                  | 105 W Connection                            | Arnold Dwarika (Joe Public)                 | 45                                          |
| 2000-01                                   | W Connection                                | Defence Force                               | San Juan Jabloteh                           | Jason Scotland (Defence Force)              | 22                                          |
| 2001-02                                   | W Connection                                | Joe Public                                  | Defence Force                               | Aurtis Whitley (San Juan Jabloteh)          | 17                                          |
| 2002-03                                   | San Juan Jabloteh                           | W Connection                                | Joe Public                                  | Sean Julien (South Starworld Strikers)      | 16                                          |
| 2003–04                                   | San Juan Jabloteh                           | W Connection                                | North East                                  | Randolph Jerome (North East)                | 28                                          |
| 2004-05                                   | North East                                  | W Connection                                | San Juan Jabloteh                           | Jerren Nixon (North East)                   | 37                                          |
| 2005-06                                   | W Connection                                | San Juan Jabloteh                           | Defence Force                               | Gefferson (W Connection)                    | 14                                          |
| 2005-06                                   | W Connection                                | San Juan Jabloteh                           | Defence Force                               | Earl Jean (W Connection)                    | 14                                          |
| 2006-07                                   | Joe Public                                  | W Connection                                | San Juan Jabloteh                           | Roen Nelson (Joe Public)                    | 16                                          |
| 2006-07                                   | Joe Public                                  | W Connection                                | San Juan Jabloteh                           | Anthony Wolfe (San Juan Jabloteh)           | 16                                          |
| 2007-08                                   | San Juan Jabloteh                           | Joe Public                                  | 105 W Connection                            | Peter Byers (San Juan Jabloteh)             | 15                                          |
| 2008-09                                   | San Juan Jabloteh                           | W Connection                                | North East                                  | Devorn Jorsling (Defence Force)             | 21                                          |
| 2009-10                                   | Joe Public                                  | San Juan Jabloteh                           | Caledonia AIA Fire                          | Kerry Baptiste (Joe Public)                 | 35                                          |
| 2010–11                                   | Defence Force                               | Caledonia AIA Fire                          | Joe Public                                  | Devorn Jorsling (Defence Force)             | 15                                          |
| 2011–12                                   | W Connection                                | T&TEC                                       | Caledonia AIA Fire                          | Richard Roy (Defence Force)                 | 15                                          |
| 2012–13                                   | Defence Force                               | Caledonia AIA Fire                          | 105 W Connection                            | Devorn Jorsling (Defence Force)             | 21                                          |
| 2013–14                                   | W Connection                                | Central                                     | Defence Force                               | Marcus Joseph (Point Fortin)                | 16                                          |
| 2014–15                                   | Central                                     | W Connection                                | Defence Force                               | Devorn Jorsling (Defence Force)             | 21                                          |
| 2015–16                                   | Central                                     | San Juan Jabloteh                           | Defence Force                               | Makesi Lewis (Police)                       | 21                                          |
| 2016–17                                   | Central                                     | W Connection                                | San Juan Jabloteh                           | Akeem Roach (Sando)                         | 12                                          |
| 2017-18                                   | North East                                  | W Connection                                | Defence Force                               | Neil Benjamin (W Connection)                | 12                                          |
| 2018-19                                   | W Connection                                | Central                                     | Sando                                       | Marcus Joseph (W Connection)                | 18                                          |
| 2019–20                                   | Defence Force                               | La Horquetta                                | Point Fortin Civic                          | Shaqkeem Joseph (Sando)                     | 11                                          |
| 2023                                      | Defence Force                               | North East                                  | Sando                                       | Nathaniel James (Sando)                     | 16                                          |

## Títulos por clube
Vinte e três clubes foram coroados campeões na maior liga de Trinidad e Tobago.
| #                   | Clube                     | Número de títulos | Ano(s) do Título(s) |
| ------------------- | ------------------------- | ----------------- | --- |
| 1                   | Defence Force             | 23                | 1972, 1973, 1974, 1975, 1976, 1977, 1978, 1980, 1981, 1984, 1985, 1987, 1989, 1990, 1992, 1993, 1995, 1996, 1997, 1999, 2010–11, 2012–13, 2019–20, 2023 |
| 2                   | Maple Club                | 13                | 1927, 1928, 1950, 1951, 1952, 1953, 1960, 1961, 1962, 1963, 1967, 1968, 1969                                                                            |
| 3                   | Casuals                   | 10                | 1909, 1912, 1913, 1921, 1929, 1934, 1935, 1938, 1940, 1941                                                                                              |
| 4                   | [[Shamrock F.C.\|Shamrock | 9                 | 1910, 1911, 1922, 1923, 1924, 1925, 1944, 1958, 1959 |
| align="center"\| 5  | Sporting Club             | 5                 | 1926, 1936, 1937, 1954, 1955 |
| align="center"\| 5  | W Connection              | 5                 | 2000, 2001, 2005, 2011–12, 2013–14, 2018 |
| align="center"\| 7  | Colts                     | 4                 | 1942, 1945, 1947, 1957 |
| align="center"\| 7  | San Juan Jabloteh         | 4                 | 2002, 2003–04, 2007, 2008 |
| align="center"\| 9  | Clydesdale                | 3                 | 1908, 1914, 1915 |
| align="center"\| 9  | Central FC                | 3                 | 2014/15, 2015/16, 2016/17 |
| align="center"\| 9  | Everton                   | 3                 | 1930, 1931, 1932 |
| align="center"\| 9  | Joe Public                | 3                 | 1998, 2006, 2009 |
| align="center"\| 9  | Notre Dame                | 3                 | 1939, 1946, 1956 |
| align="center"\| 9  | Police                    | 3                 | 1979, 1991, 1994 |
| align="center"\| 9  | Regiment                  | 3                 | 1965, 1966, 1970 |
| align="center"\| 15 | ASL Sports Club           | 2                 | 1982, 1983 |
| align="center"\| 15 | Malvern United            | 2                 | 1948, 1949 |
| align="center"\| 15 | North East Stars          | 2                 | 2004, 2017 |
| align="center"\| 15 | Trintoc                   | 2                 | 1986, 1988 |
| align="center"\| 18 | Fleet Air Arm             | 1                 | 1943 |
| align="center"\| 18 | Paragon                   | 1                 | 1964 |
| align="center"\| 18 | Queen's Park              | 1                 | 1919 |
| align="center"\| 18 | Queen's Royal College     | 1                 | 1933 |
| align="center"\| 18 | Royal Sussex              | 1                 | 1920 |

### Era profesional
| Clube             | Campeão | 2° | Ano(s) do Título(s)          |
| ----------------- | ------- | -- | ---------------------------- |
| W Connection      | 5       | 5  | 2000, 2001, 2005, 2012, 2014 |
| San Juan Jabloteh | 4       | 2  | 2002, 2003, 2007, 2008       |
| Defence Force     | 4       | 1  | 1999, 2011, 2013, 2023       |
| Central FC        | 3       |    | 2015, 2016, 2017             |
| Joe Public        | 2       | 3  | 2006, 2009                   |
| North East Stars  | 2       | -  | 2004, 2017                   |
| Caledonia AIA     | -       | 2  | ---                          |
| T&TEC Sports Club | -       | 1  | ---                          |
| Central FC        | -       | 1  | ---                          |

## Maiores goleadores da TT Pro League
| Rank | Goleador         | Gols |
| ---- | ---------------- | ---- |
| 1    | Kerry Baptiste   | 122  |
| 2    | Devorn Jorsling  | 115  |
| 3    | Arnold Dwarika   | 103  |
| 4    | Earl Jean        | 90   |
| 5    | Anthony Wolfe    | 78   |
| 6    | Aurtis Whitley   | 76   |
| 7    | Randolph Jerome  | 74   |
| 8    | Josimar Belgrave | 60   |
| 8    | Cornell Glen     | 60   |
| 10   | Kevon Carter     | 58   |
|      |                  |      |